# 地域リーグ (サッカー)

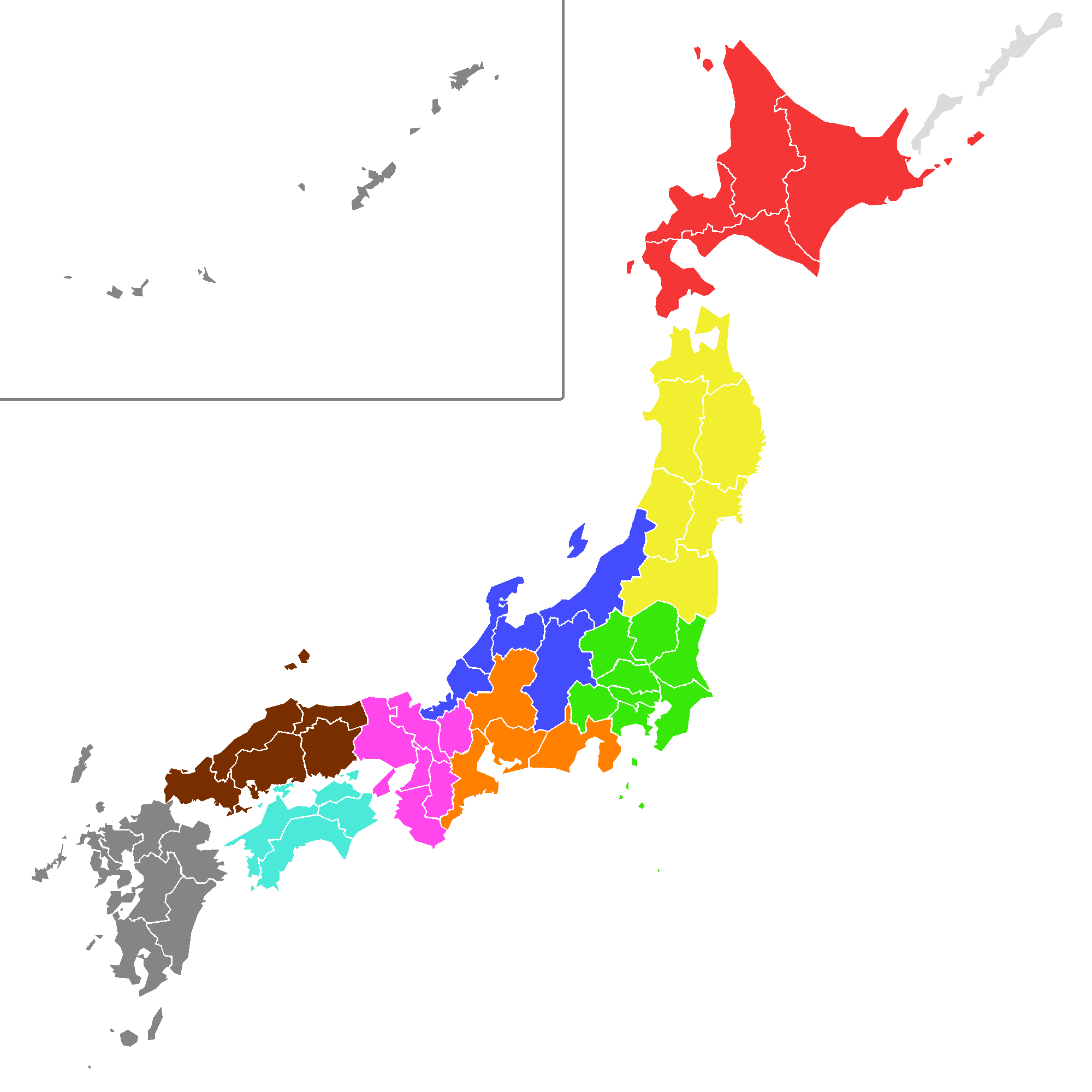
サッカー地域リーグの地域分け

日本におけるサッカーの地域リーグ（ちいきリーグ）は、日本のサッカーリーグの一つで、日本全国を9地域に分けて、地域内の第1種（社会人）登録チームが対戦し成績を競うものである。日本サッカー協会 (JFA) 加盟団体・関係団体である各地域のサッカー協会・社会人サッカー協会が主催し、各リーグの実行組織が主催・主管する。

## 概要
地域単位での社会人カテゴリにおけるサッカーリーグとしては、1965年に日本初のサッカー全国リーグである日本サッカーリーグ (JSL) が誕生した翌年の1966年に東海地区と近畿（関西）地区で、1967年に関東地区で開始されたのを嚆矢とする。当初、地域単位のリーグはこの3地区しかなく、JSLへの昇格は全国社会人サッカー選手権大会（全社）上位チームとの入れ替え戦により行われていたが、全社の出場枠は競技者人口の多い大都市圏を中心に設定され、関東の6枠から東北（当時リーグ未実施）の1枠まで、地域毎のばらつきが大きかった。後に、1973年から75年にかけて北信越・中国・九州で地域単位のリーグが発足すると、地域リーグの代表がJSLとの入れ替えに臨むようレギュレーションが改められることになり、1977年に東北と四国で、1978年に北海道で発足している。
参加に当たっては全国社会人サッカー連盟もしくはその傘下団体に加盟することが要件となっていることが多く、元々は実業団とノンプロのクラブチームがリーグメンバーの中心であり、各リーグの名称は近年まですべて「地域名＋社会人サッカーリーグ」となっていたが、近年では大学サッカー部セカンドチームやJリーグ加盟を目指すクラブ（プロもしくはセミプロ）の参入なども増えていることから、「社会人」の冠を外し「地域名＋サッカー（あるいはフットボール）リーグ」とするところが増えている。現在、東北を除く全てがこの形式へ改称している。
現在の日本サッカーのリーグ構成においては、アマチュア（ノンプロ）リーグの最高峰である日本フットボールリーグ (JFL) と、各都道府県のサッカー協会が主催・主管する都道府県リーグの間に位置しており、日本サッカーのリーグ構成全体で見た場合にはアマチュアの上から2-3番目（Jリーグを含めた場合5-6番目）に位置する。
各地域リーグの多くが4月から10月にかけてリーグ戦を戦い、優勝チーム（2部制の場合は1部の優勝チーム）が11月に開催される全国地域サッカーチャンピオンズリーグ（地域CL、旧・全国地域サッカーリーグ決勝大会）に出場する。リーグ戦の間には、リーグ戦終了後に開催される全国社会人サッカー選手権大会の各地域の予選、各都道府県の天皇杯予選が行われ、リーグ戦終了後（概ね10月中旬）に全社が開催され、地域最上位リーグ所属チームが同大会での成績上位かつJFLへの参入意思を持つ場合には地域CLへの参加資格を得る。地域CLで上位に入ると、翌年のJFLに昇格することになる。

## リーグ編成（2025年）
| リーグ名称               | 創設   | 編成（チーム数） | 編成（チーム数） | 下位リーグ                                       |
| ------------------------ | ------ | ---------------- | ---------------- | ------------------------------------------------ |
| 北海道サッカーリーグ     | 1978年 | 8                | 8                | ブロックリーグ（札幌、道央道北、道東、道南）     |
| 東北社会人サッカーリーグ | 1977年 | 1部(10)          | 2部北(8)         | 青森、岩手、秋田                                 |
| 東北社会人サッカーリーグ | 1977年 | 1部(10)          | 2部南(8)         | 宮城、山形、福島                                 |
| 関東サッカーリーグ       | 1967年 | 1部(10)          | 2部(10)          | 茨城、栃木、群馬、埼玉、千葉、東京、神奈川、山梨 |
| 北信越フットボールリーグ | 1975年 | 1部(8)           | 2部(8)           | 新潟、富山、石川、福井、長野                     |
| 東海サッカーリーグ       | 1966年 | 1部(8)           | 2部(8)           | 静岡、岐阜、愛知、三重                           |
| 関西サッカーリーグ       | 1966年 | 1部(8)           | 2部(8)           | 滋賀、京都、大阪、兵庫、奈良、和歌山             |
| 中国サッカーリーグ       | 1973年 | 10               | 10               | 鳥取、島根、岡山、広島、山口                     |
| 四国サッカーリーグ       | 1977年 | 8                | 8                | 徳島、香川、愛媛、高知                           |
| 九州サッカーリーグ       | 1973年 | 10               | 10               | 福岡、佐賀、長崎、大分、熊本、宮崎、鹿児島、沖縄 |

## 歴代優勝チーム
| 年   | 北海道                     | 東北                 | 関東             | 北信越             | 東海                 | 関西                   | 中国                      | 四国                          | 九州                   |
| ---- | -------------------------- | -------------------- | ---------------- | ------------------ | -------------------- | ---------------------- | ------------------------- | ----------------------------- | ---------------------- |
| 1966 | -                          | -                    | -                | -                  | トヨタ自動車工業     | 大阪スポーツマンクラブ | -                         | -                             | -                      |
| 1967 | -                          | -                    | 浦和クラブ       | -                  | 名古屋相互銀行       | 大阪スポーツマンクラブ | -                         | -                             | -                      |
| 1968 | -                          | -                    | 富士通           | -                  | 日本軽金属           | 大日日本電線           | -                         | -                             | -                      |
| 1969 | -                          | -                    | 甲府クラブ       | -                  | 日本軽金属           | 京都紫光クラブ         | -                         | -                             | -                      |
| 1970 | -                          | -                    | 甲府クラブ       | -                  | トヨタ自動車工業     | 田辺製薬               | -                         | -                             | -                      |
| 1971 | -                          | -                    | 藤和不動産       | -                  | トヨタ自動車工業     | 京都紫光クラブ         | -                         | -                             | -                      |
| 1972 | -                          | -                    | 浦和クラブ       | -                  | 名古屋クラブ         | 新日鐵広畑             | -                         | -                             | -                      |
| 1973 | -                          | -                    | 古河千葉         | -                  | 本田技研工業         | 住友金属工業           | マツダオート広島          | -                             | 三菱化成黒崎           |
| 1974 | -                          | -                    | 児玉クラブ       | -                  | 本田技研工業         | ヤンマークラブ         | 広島フジタSC              | -                             | 鹿児島教員             |
| 1975 | -                          | -                    | 日立水戸         | YKK                | 大協石油             | 三菱重工神戸           | 広島フジタSC              | -                             | 中津クラブ             |
| 1976 | -                          | -                    | 日産自動車       | 日精樹脂工業       | 名古屋クラブ         | 大日日本電線           | 広島フジタSC              | -                             | 中津クラブ             |
| 1977 | -                          | 新日鐵釜石           | 東芝堀川町       | 日精樹脂工業       | ヤマハ発動機         | 電電近畿               | 三井造船                  | 昭和クラブ                    | 熊本教員               |
| 1978 | 函館76FC                   | 新日鐵釜石           | 東邦チタニウム   | 日精樹脂工業       | ヤマハ発動機         | 大日日本電線           | マツダオート広島          | 大塚製薬                      | 中津クラブ             |
| 1979 | 新日鐵室蘭                 | 新日鐵釜石           | 埼玉教員SC       | 日精樹脂工業       | 名古屋クラブ         | 京都紫光クラブ         | マツダオート広島          | 大塚製薬                      | 中津クラブ             |
| 1980 | 函館76FC                   | 盛岡ゼブラ           | 埼玉教員SC       | 福井教員           | 藤枝市役所           | 電電近畿               | 川崎製鉄水島              | 南国クラブ                    | 中津クラブ             |
| 1981 | 札幌マツダ                 | 新日鐵釜石           | 古河千葉         | YKK                | 大協石油             | 電電近畿               | 川崎製鉄水島              | 大塚製薬                      | 三菱化成黒崎           |
| 1992 | 新日鐵室蘭                 | TDK                  | 東邦チタニウム   | 日精樹脂工業       | 大協石油             | 兵庫教員団             | 川崎製鉄水島              | 藍友クラブ                    | 三菱化成黒崎           |
| 1983 | 札幌マツダ                 | TDK                  | 横浜トライスター | 日精樹脂工業       | 大協石油             | 松下電器産業           | マツダオート広島          | 帝人                          | 三菱化成黒崎           |
| 1984 | 札幌マツダ                 | TDK                  | 東邦チタニウム   | YKK                | 西濃運輸             | 京都府警察本部         | 川崎製鉄水島              | 帝人                          | 三菱化成黒崎           |
| 1985 | 札幌蹴球団                 | 秋田市役所           | 東邦チタニウム   | 山雅クラブ         | コスモ大協石油       | NTT関西                | 川崎製鉄水島              | 帝人                          | 新日鐵大分             |
| 1986 | 札幌蹴球団                 | 松島クラブ           | 埼玉教員SC       | 新潟イレブンSC     | JATCO                | 大阪教員               | マツダオート広島          | 帝人                          | 鹿児島教員             |
| 1987 | 札幌マツダ                 | 松島クラブ           | 埼玉教員SC       | 日精樹脂工業       | JATCO                | 京都府警察本部         | マツダSC                  | 帝人                          | 三菱化成黒崎           |
| 1988 | 札幌マツダ                 | TDK                  | 読売ジュニオール | YKK                | 中央防犯             | 京都紫光クラブ         | マツダオート広島          | NTT四国                       | 新日鐵大分             |
| 1989 | 札幌マツダ                 | TDK                  | 読売ジュニオール | YKK                | 西濃運輸             | 三洋電機洲本           | マツダSC                  | 大塚製薬                      | 三菱化成黒崎           |
| 1990 | 新日鐵室蘭                 | NEC山形              | 東京ガス         | YKK                | 西濃運輸             | 京都府警察本部         | マツダSC                  | 帝人                          | とびうめクラブ         |
| 1991 | 札幌マツダ                 | NEC山形              | 日産FCファーム   | テイヘンズFC       | 西濃運輸             | 大阪ガス               | マツダSC                  | 帝人                          | NTT九州                |
| 1992 | ほくでん                   | NEC山形              | 本田技研狭山     | YKK                | PJMフューチャーズ    | NTT関西                | 三菱自動車水島            | NTT四国                       | 新日鐵八幡             |
| 1993 | 北海道電力                 | NEC山形              | 本田技研狭山     | YKK                | 日本電装             | 田辺製薬               | マツダSC                  | テイジン                      | 東亜建設FC             |
| 1994 | 新日鐵室蘭                 | 東北電力             | 横河電機         | 北陸電力           | ジャトコ             | NTT関西                | マツダSC                  | 香川紫雲FC                    | NTT九州                |
| 1995 | 北海道電力                 | ソニー仙台FC         | プリマハムFC土浦 | YKK                | 日本電装             | NTT関西                | 広島フジタSC              | テイジン                      | 大分FC                 |
| 1996 | 北海道電力                 | ソニー仙台FC         | ルミノッソ狭山   | アルビレオ新潟FC   | ジャトコ             | NTT関西                | マツダSC                  | テイジン                      | NTT九州                |
| 1997 | 北海道電力                 | ソニー仙台FC         | 横河電機         | アルビレックス新潟 | 日立清水             | 佐川急便大阪SC         | マツダSC                  | 香川紫雲FC                    | NTT九州                |
| 1998 | 北海道電力                 | トーキン             | 横河電機         | アローズ北陸       | 日立清水             | 佐川急便大阪SC         | マツダSC                  | 愛媛FC                        | ブレイズ熊本           |
| 1999 | 北海道電力                 | トーキン             | 栃木SC           | YKK                | 日立清水             | 教育研究社FC           | 三菱自動車水島            | 愛媛FC                        | NTT九州                |
| 2000 | 北海道電力                 | TDK                  | 佐川急便東京SC   | YKK                | 矢崎バレンテ         | 佐川急便大阪SC         | SC鳥取                    | 愛媛FC                        | NTT熊本                |
| 2001 | 夕張ベアフット             | FCプリメーロ         | ルミノッソ狭山   | 日精樹脂工業       | 藤枝市役所           | 佐川急便大阪SC         | 広島FC                    | 南国高知FC                    | プロフェソール宮崎     |
| 2002 | 夕張ベアフット             | TDK                  | 青梅FC           | 長野エルザ         | 静岡FC               | 佐川印刷SC             | 三菱自動車水島            | 南国高知FC                    | 沖縄かりゆし           |
| 2003 | 北海道電力                 | TDK                  | 群馬FCホリコシ   | JSC                | 静岡FC               | アイン食品             | 三菱自動車水島            | 南国高知FC                    | 沖縄かりゆし           |
| 2004 | 北海道電力                 | TDK                  | ルミノッソ狭山   | 金沢SC             | 矢崎バレンテ         | ラランジャ京都         | 三菱自動車水島            | 南国高知FC                    | ホンダロックSC         |
| 2005 | ノルブリッツ北海道         | TDK グルージャ盛岡   | ルミノッソ狭山   | 長野エルザ         | 静岡FC               | バンディオンセ神戸     | 佐川急便中国              | 南国高知FC                    | ロッソ熊本             |
| 2006 | ノルブリッツ北海道         | TDK                  | YSCC             | JSC                | FC岐阜               | バンディオンセ神戸     | ファジアーノ岡山          | カマタマーレ讃岐              | V・ファーレン長崎      |
| 2007 | ノルブリッツ北海道         | グルージャ盛岡       | FC町田ゼルビア   | 松本山雅FC         | 静岡FC               | バンディオンセ神戸     | ファジアーノ岡山          | 徳島ヴォルティス・ アマチュア | ニューウェーブ 北九州  |
| 2008 | ノルブリッツ北海道         | グルージャ盛岡       | FC町田ゼルビア   | AC長野パルセイロ   | 静岡FC               | バンディオンセ加古川   | レノファ山口              | カマタマーレ讃岐              | 沖縄かりゆし           |
| 2009 | 札大GP                     | グルージャ盛岡       | YSCC             | JSC                | 矢崎バレンテ         | 三洋電機洲本           | 佐川急便中国              | 徳島ヴォルティス・ セカンド   | 沖縄かりゆし           |
| 2010 | 札大GP                     | グルージャ盛岡       | YSCC             | AC長野パルセイロ   | shizuoka.藤枝MYFC    | 三洋電機洲本           | レノファ山口              | カマタマーレ讃岐              | HOYO Atletico ELAN大分 |
| 2011 | ノルブリッツ北海道         | 福島ユナイテッドFC   | YSCC             | JSC                | shizuoka.藤枝MYFC    | 奈良クラブ             | デッツォーラ島根          | 愛媛FCしまなみ                | HOYO AC ELAN 大分      |
| 2012 | ノルブリッツ北海道         | 福島ユナイテッドFC   | SC相模原         | サウルコス福井     | FC鈴鹿ランポーレ     | アミティエSC           | デッツォーラ島根          | FC今治                        | FC KAGOSHIMA           |
| 2013 | ノルブリッツ北海道         | グルージャ盛岡       | FC KOREA         | サウルコス福井     | マルヤス工業         | FC大阪                 | ファジアーノ岡山 ネクスト | FC今治                        | ヴォルカ鹿児島         |
| 2014 | 十勝フェアスカイFC         | FCガンジュ岩手       | 浦安SC           | サウルコス福井     | FC鈴鹿ランポーレ     | 奈良クラブ             | 松江シティFC              | 高知UトラスターFC             | 新日鐵住金大分         |
| 2015 | 札幌蹴球団                 | FCガンジュ岩手       | ブリオベッカ浦安 | サウルコス福井     | FC刈谷               | アルテリーヴォ和歌山   | 松江シティFC              | FC今治                        | 新日鐵住金大分         |
| 2016 | ノルブリッツ北海道         | コバルトーレ女川     | 東京23FC         | アルティスタ東御   | FC刈谷               | アルテリーヴォ和歌山   | SRC広島                   | FC今治                        | J.FC MIYAZAKI          |
| 2017 | 十勝FC                     | コバルトーレ女川     | VONDS市原        | サウルコス福井     | 鈴鹿アンリミテッドFC | アミティエSC京都       | 三菱自動車水島            | 高知ユナイテッドSC            | テゲバジャーロ宮崎     |
| 2018 | 北海道十勝スカイアース     | ブランデュー弘前     | 栃木ウーヴァFC   | サウルコス福井     | 鈴鹿アンリミテッドFC | バンディオンセ加古川   | 松江シティFC              | 高知ユナイテッドSC            | J.FC MIYAZAKI          |
| 2019 | 北海道十勝スカイアース     | いわきFC             | VONDS市原        | 福井ユナイテッドFC | FC刈谷               | おこしやす京都AC       | SRC広島                   | 高知ユナイテッドSC            | 沖縄SV                 |
| 2020 | 北海道十勝スカイアース     | ブランデュー弘前     | 栃木シティFC     | 福井ユナイテッドFC | （FC刈谷）           | FC TIAMO枚方           | （SRC広島）               | FC徳島                        | （沖縄SV）             |
| 2021 | （北海道十勝スカイアース） | （コバルトーレ女川） | クリアソン新宿   | 福井ユナイテッドFC | （藤枝市役所）       | おこしやす京都AC       | 三菱自動車水島            | （FC徳島）                    | 沖縄SV                 |
| 2022 | BTOPサンクくりやま         | コバルトーレ女川     | 栃木シティFC     | アルティスタ浅間   | FC刈谷               | アルテリーヴォ和歌山   | 福山シティFC              | FC徳島                        | 沖縄SV                 |
| 2023 | BTOP北海道                 | ブランデュー弘前     | VONDS市原        | 福井ユナイテッドFC | wyvern               | アルテリーヴォ和歌山   | 福山シティFC              | FC徳島                        | ヴェロスクロノス都農   |
| 2024 | 北海道十勝スカイアース     | ブランデュー弘前     | VONDS市原        | 福井ユナイテッドFC | FC伊勢志摩           | 飛鳥FC                 | 福山シティFC              | FC徳島                        | ヴェロスクロノス都農   |
| 2025 |                            |                      |                  |                    |                      |                        |                           |                               |                        |

- 2部制の地域は1部リーグ優勝チーム

### 注記
1. ↑  例えば、北信越社会人サッカーリーグ⇒北信越フットボールリーグ
2. ↑  新型コロナウイルスの影響によりリーグ戦が中止となったため、代替大会「2020年度 東海社会人サッカーリーグトーナメント」1部優勝チームが地域CLに出場
3. ↑  新型コロナウイルスの影響によりリーグ戦が中止となったため、代替大会「CSL Championship2020」優勝チームが地域CLに出場
4. ↑  新型コロナウイルスの影響によりリーグ戦が中止となったため、地域CL九州代表に前年優勝チームの沖縄SVを選出
5. ↑  新型コロナウイルスの影響によりリーグ戦が途中中止となったため、地域CL北海道代表には中止時点で1位の北海道十勝スカイアースを選出
6. ↑  新型コロナウイルスの影響によりリーグ戦が途中中止となったため、地域CL東北代表には中止時点で1部1位のコバルトーレ女川を選出
7. ↑  新型コロナウイルスの影響によりリーグ戦が途中中止となったため、地域CL東海代表には中止時点で1部1位の藤枝市役所を選出
8. ↑  新型コロナウイルスの影響によりリーグ戦が中止となったため、地域CL四国代表に前年優勝チームのFC徳島を選出